# Nelson (Géorgie)
Pour les articles homonymes, voir Nelson.
Nelson est une ville américaine située dans les comtés de Pickens et de Cherokee, en Géorgie. Selon le recensement de 2020, sa population est de 1 145 habitants.